# Maillot de football
Le maillot de football est le vêtement des footballeurs. Il est caractéristique d'une équipe par sa couleur et ses motifs, et d'un joueur par le nom et le numéro du joueur.
Chaque club possède deux maillots, un habituel et un maillot de réserve. Le club qui accueille le match choisit son maillot habituel, et le club qui se déplace choisit parmi les maillots celui qui présente un contraste fort, allant parfois jusqu'à créer un troisième maillot pour certaines rencontres en cas d'ambiguïté. Les maillots évoluent dans le temps et selon les équipementiers, voir par exemple l'histoire du maillot de l'équipe de France de football. L'ensemble de la tenue du football, donc son maillot, doit être approuvé par la FIFA pour les compétitions. Le maillot doit donc respecter la loi 4 du football.

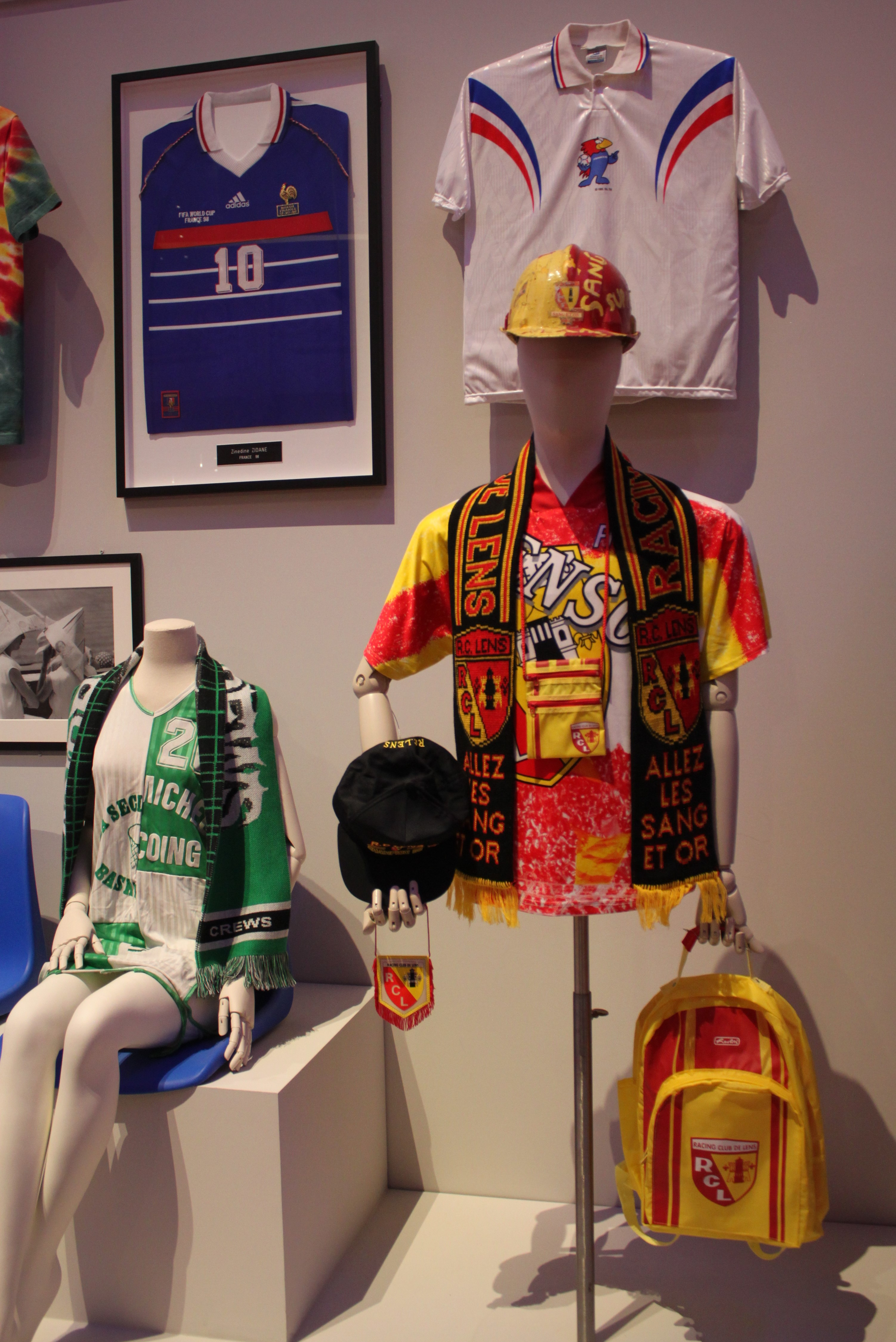
Maillots de football (France). Exposition « Mode et sport. D’un podium à l’autre », musée des Arts décoratifs, Paris, 2023-2024

## Historique
Dans la première moitié des années 1800, les tenues du rugby et du football sont alors très proches ; par la codification des deux sports, elles commencer à se diversifier dans la seconde moitié de cette période. En 1891, la Football League adopte une réglementation qui interdit aux équipes d'avoir un maillot avec des couleurs identiques. Les maillots sont alors en maille ou laine. Les femmes pratiquent le football en chemise au XIXe siècle. À cette même période, les écussons au niveau du cœur apparaissent. Lorsque le sport se professionnalise dans les décennies suivantes, l'ensemble de la tenue du footballeur évolue et les maillots se standardisent. Les numéros, afin de différencier les joueurs, datent de l'entre-deux-guerres. Jusque là cantonnés aux fabricants de bonneterie, les joueurs peuvent acheter dans les premiers magasins de sport vers le début du XXe siècle. Mais c'est réellement bien après la Seconde Guerre mondiale que vient le changement majeur : les maillots utilisent les fibres synthétiques apparues vers les années 1960 dans le textile. Durant des décennies, Adidas reste le leader du marché du maillot, avant que Puma ou Nike ne viennent le concurrencer. Avec l'apparition de nouvelles techniques d'impression, la création graphique explose dans les années 1990. À partir du début du XXe siècle, certains créateurs de mode entrent en collaboration avec les équipementiers et retravaillent le maillot de football, ou s'en inspirent pour leurs collections.

## Commerce
La vente de maillots aux couleurs d'une équipe est une recette importante d'un club de football, elle est la 5e recette après la vente de billets, la revente des droits de diffusion, les sponsors et les transferts. À titre d'exemple, le PSG a vendu 400 000 maillots sur la saison 2012-2013, Manchester United vend 1,4 million de maillots en moyenne par saison, le FC Barcelone 1,2 million et le Real Madrid a vendu pour 10 millions d'euros de maillots n° 10 en 48 heures après le transfert de James Rodríguez en 2014.

## Symboles sur le maillot
- Le logo du club.
- Le logo de l'équipementier.
- Le maillot peut porter l'étoile ou un écusson représentant un titre gagné.
- Parfois l'intitulé du match.
- Nom et numéros du joueur. Le numéro d'un joueur le caractérise, à tel point qu'il a suscité la tradition du maillot retiré.
- Le ou les sponsors du club.
- L'écusson de la ligue dans laquelle évolue le club.

## Échange de maillots
En 1931 à la fin du match, les Français proposent aux Anglais d'échanger leur maillot[source secondaire souhaitée]. C'est le début d'une tradition qui dure jusqu'aujourd'hui. Les joueurs s'échangent leurs maillots par respect ou par admiration.